# Бихејвиоралне науке
Бихејвиоралне науке је академске дисциплине које скупљају и евалуирају знање о људским и животињским понашањима, посебно кроз систематско експериментално истраживање, укључујући психологију, социологију, социјални рад и антропологију.